# Хакея узловатая
Хакея узловатая (лат. Hakea nodosa) — кустарник, вид рода Хакея (Hakea) семейства Протейные (Proteaceae). Эндемик Австралии. Имеет золотисто-жёлтые цветки, в изобилии появляющиеся с мая по август, и игольчатые листья.

## Ботаническое описание
Hakea nodosa — прямой, раскидистый кустарник, обычно вырастающий до 3 м в высоту и до такой же ширины. Веточки в начале ребристые, затем со временем постепенно становятся гладкими. Листья обычно игольчатые, иногда уплощённые, гибкие, длиной 0,8–5 см и шириной 0,7–2,5 мм. Листья иногда желобчатые снизу и гладкие, заканчиваются в точке длиной 0,2–0,9 мм. Изобильные соцветия состоят из 2-11 кремово-белых или золотисто-жёлтых цветков, сгруппированных вдоль ветвей. Соцветие находится на простом стебле, густо покрытом прямыми волосками, которые могут быть белыми, коричневыми или сочетать оба цвета. Цветоножки длиной 1,5–1 мм с белыми, мягкими, шелковистыми волосками. Пестик длиной 3–4,5 мм, околоцветник гладкий и длиной 1,3–2,2 мм. За ними следуют капсулы из древесных семян длиной от 30 до 35 мм. Выпускаются два типа плодов: один древесный с контрастными более легкими выступами, а другой гладкий, не древесный и открывающийся, все ещё прикреплённый к ветви. Цветение происходит с мая по август.

## Таксономия
Вид Hakea nodosa был впервые официально описан шотландским ботаником Робертом Броуном в 1810 году в Transactions of the Linnean Society of London. Видовой эпитет — от латинского слова nodosus, означающих «узелковый», подразумевающий выдающиеся ручки на фрукте.

## Распространение и местообитание
H. nodosa встречается в юго-восточной части Южной Австралии, Виктории и северо-восточной Тасмании в густых лесах, в основном в зимних влажных местах на глинистой почве.

## Культивирование
Вид Hakea nodosa адаптируется к широкому спектру почв и климатических условий. Хорошо растёт при полном солнце или в полутени.